# Johann Velten
Johann Velten (Graach an der Mosel, 15 gennaio 1807 – Graach an der Mosel, 30 dicembre 1883) è stato un pittore tedesco della Düsseldorfer Schule.
Come ritrattista era particolarmente richiesto dalla borghesia della Saar e della Mosella specie negli anni 1840.
Non deve essere confuso con l'omonimo litografo, commerciante di oggetti d'arte ed editore Johann Velten, di Karlsruhe.